# Penn & Teller's Smoke and Mirrors
Penn & Teller's Smoke and Mirrors es una recopilación de minijuegos cancelada desarrollada por Absolute Entertainment y protagonizada por el dúo de magos Penn y Teller. Se compone de seis minijuegos que se utilizan para gastar bromas a otros: Dos trucos de fiest, dos «estafas» multijugador en las que un jugador puede influir injustamente o interrumpir el juego, el beat 'em up Smoke and Mirrors y Desert Bus, en el que el jugador debe conducir un autobús por una carretera recta y vacía durante ocho horas para sumar un punto. Penn & Teller diseñaron el juego junto con Barry Marx, mientras que Eddie Gorodetsky proporcionó el concepto de Desert Bus. La compilación se anunció en 1994 para su lanzamiento a finales de año, que luego fue reprogramada para el Día de los Inocentes de 1995. Aunque la versión en Sega CD se terminó a tiempo y pronto se enviaron copias de revisión, Absolute Entertainment, que se encontraba en problemas financieros, no podía permitirse el lujo de enviar el juego.
Las críticas contemporáneas fueron mixtas y destacaron Desert Bus como la mejor característica de la compilación. Absolute Entertainment cesó sus operaciones a finales de 1995, por lo que Penn & Teller's Smoke and Mirrors, incluidas las versiones planificadas para PC y 3DO, fue cancelada. Varios años después se redescubrieron copias de revisión y el archivero Frank Cifaldi compartió una en línea en septiembre de 2005. El minijuego Desert Bus luego se convirtió en el tema de Desert Bus for Hope, una transmisión en vivo benéfica que se llevó a cabo en 2007 y posteriormente se convirtió en un evento anual, lo que aumentó su popularidad. El minijuego se rehizo extraoficialmente varias veces, incluso a través de versiones pagas de Android e iOS que benefician a organizaciones benéficas en 2011 y una versión gratuita de realidad virtual de Gearbox Software en 2019.

## Modo de juego
Penn & Teller's Smoke and Mirrors es una recopilación de seis minijuegos no relacionados. Cada juego está precedido por una introducción en video de movimiento completo protagonizada por los magos Penn Jillette y Teller, que forman el dúo Penn y Teller. El juego distingue entre el propietario del juego, que conoce su funcionalidad, y una persona desprevenida (el «tonto»). Usando el «menú de propietario» oculto, el propietario puede configurar ciertos minijuegos para gastarle bromas pesadas al tonto.

### Trucos:What's Your Sign?yMofo the Psychic Gorilla
En  What's Your Sign?, el propietario ingresa de antemano el cumpleaños del tonto en el menú del propietario. Cuando el tonto está jugando, Penn & Teller les hacen una serie de preguntas y pretenden usar su personómetro para adivinar el signo astrológico y el cumpleaños del tonto. Para Mofo the Psychic Gorilla, el tonto roba una carta de juego estándar, que el propietario ingresa disimuladamente en el juego. Luego, Mofo le hace varias preguntas al tonto, animándolo también a mentir y finge adivinar la carta.

### Desert Bus
En Desert Bus, el jugador conduce un autobús por una carretera recta entre Tucson y Las Vegas. No hay otros vehículos y el paisaje se compone únicamente de árboles y arbustos muertos. El jugador puede abrir las puertas en paradas de autobús ocasionales, aunque no subirán pasajeros. A una velocidad máxima de 45 millas por hora (72,4 km/h) y una longitud de ruta de 360 millas (579,4 km), un viaje dura ocho horas en tiempo real. El autobús gira automáticamente hacia la derecha, lo que requiere que el jugador contrarreste regularmente y el juego no se puede pausar. Completar un viaje entre las dos ciudades le otorga al jugador un punto y la opción de dar la vuelta y recorrer la ruta en la otra dirección. Cuando el jugador saca el autobús de la carretera, se atasca en la arena, se sobrecalienta y debe ser remolcado de regreso a la parada anterior en tiempo real. En una competición planificada, el jugador con la puntuación más alta se habría unido a Penn & Teller en un viaje real desde Tucson a Las Vegas en un autobús de fiesta y una posterior visita al hotel y casino de Rio.

### Estafas:Buzz BombersySun Scorcher
Buzz Bombers es un matamarcianos al estilo Space Invaders. Los dos jugadores controlan a Barry y Marshall y deben disparar a los animales que se acercan para ganar puntos, mientras que golpear a las larvas conlleva una penalización. Durante el juego, el propietario puede optar por darle una desventaja encubierta a cualquiera de los jugadores, lo que resulta en una mayor aparición de larvas y proyectiles enemigos en su lado de la pantalla. Sun Scorcher, un juego de disparos con temática espacial, afirma presentar termográficos que podrían representar un peligro para los jugadores. El juego presenta repetidamente una nave nodriza enemiga que emite termográficos cuando es derrotada. Cuando el propietario activa la estafa, la tercera derrota de la nave nodriza hace que el juego reproduzca el sonido de un arco eléctrico y muestre estática. Luego, el propietario debe actuar como si se hubiera electrocutado durante el juego o fingir que el otro jugador rompió el televisor.

### Smoke and Mirrors
Smoke and Mirrors es un beat 'em up al estilo Double Dragon. El jugador controla a Penn y Teller en su búsqueda para acabar con el dúo de magos Stinkbomb & Rot (una parodia de Siegfried & Roy), que han convencido a la población de que la magia es real. En lugar de puñetazos, Penn & Teller disparan cartas para derrotar a los enemigos. También aparecen Debbie Harry y Lou Reed, con Reed apareciendo en el modo «Imposible» para derrotar siempre a los personajes del jugador.

## Desarrollo
Smoke and Mirrors de Penn & Teller fue desarrollado por Absolute Entertainment, que también planeaba publicarlo. Antes de la producción del juego, la compañía se encontraba en una mala situación financiera, y uno de sus juegos, Goofy's Hysterical History Tour (1993), había acumulado un gran inventario sin vender que le habría costado a Absolute Entertainment millones de dólares retirarlo de la aduana. Por esta época, el productor Barry Marx, que conocía a Jillette, concibió un juego que giraba en torno a Penn & Teller. Si bien previamente habían recibido varias ofertas de videojuegos, Absolute Entertainment fue el primero en ofrecerles participación directa en la producción. El dúo diseñó el juego con Marx y trabajó en él durante siete semanas (con sesiones de seis a ocho horas tres o cuatro días por semana) a mediados de 1993. Pasaron la mayor parte de su tiempo en el minijuego Smoke and Mirrors. Al productor de televisión Eddie Gorodetsky se le ocurrió la idea de Desert Bus como un juego demasiado realista y no violento, una respuesta a Janet Reno, la fiscal general de los Estados Unidos y opositora de la violencia en los videojuegos. Algún tiempo después, Penn & Teller grabaron sus secuencias de video de movimiento completo en un estudio temporal de pantalla azul en la sede de Absolute Entertainment en Nueva Jersey. Según Mark Morris, uno de los programadores, «Desert Bus tardó como cinco minutos en programarse». Los personajes del minijuego Smoke and Mirrors fueron rotoscopiados. Glen Schofield fue el director de arte y Morris le atribuyó el mérito de gestionar la dinámica interdisciplinaria entre los equipos. Absolute Entertainment decidió desarrollar para Sega CD porque era la única plataforma con la que los desarrolladores estaban familiarizados.
Penn & Teller anunció el juego para Sega CD en el Consumer Electronics Show (CES) de 1994. Absolute Entertainment intentó lanzarlo durante la temporada navideña de 1994. Tras una serie de retrasos, el juego fue reprogramado para el 1 de abril de 1995 (Día de los Inocentes). En el CES a principios de 1995, la compañía anunció una versión para PC del juego, que habría sido su primer lanzamiento para la plataforma. En el show, Marx y el presidente de Absolute Entertainment, Garry Kitchen, aparecieron en el escenario junto a Penn & Teller. Morris apoyó abiertamente la adopción de Windows 95 por parte de la empresa y creía que la base de usuarios de PC representaba mejor al público objetivo de un producto de Penn & Teller. Absolute Entertainment también reveló una versión 3DO en el E3 1995 en mayo. Aunque la versión en CD de Sega se terminó a tiempo para su lanzamiento previsto, Absolute Entertainment no pudo permitirse el lujo de lanzarla y el desarrollo de las versiones para PC y 3DO se estancó. La fecha de entrega del primero se cambió al 15 de abril, fecha que tampoco se cumplió. Se enviaron copias de prensa de la versión en CD de Sega a los revisores alrededor de mayo de 1995. Posteriormente, el juego se programó para julio de 1995 en Sega CD, para octubre de 1995 en PC y para principios de 1996 en 3DO. Cuando Absolute Entertainment cesó sus operaciones y despidió a la mayoría de los empleados a finales de 1995, todas las versiones de Penn & Teller's Smoke and Mirrors quedaron en suspenso indefinidamente. Según Teller, «el formato estaba muerto» en ese momento y el dúo no pudo encontrar una parte interesada en adquirir el juego.

## Recepción
Penn & Teller's Smoke and Mirrors recibió críticas mixtas. Captain Squideo, al revisarlo para GamePro, señaló que los controles necesarios para realizar trucos de manera eficiente eran complicados, aunque su uso correcto era satisfactorio una vez aprendido. Lamentaron una calidad gráfica inconsistente, donde las secuencias de vídeo destacaban positivamente mientras que los minijuegos parecían «estándar en el mejor de los casos». Ken Badziak de Electronic Gaming Monthly compartió este sentimiento, mientras que Dan Vebber de VideoGames criticó los gráficos en general. Captain Squideo elogió la compilación por su sonido «nítido y claro». Badziak consideró Desert Bus como la mejor característica, pero no estaba seguro del atractivo general de la compilación. Zach Meston escribió para Videogame Advisor que Desert Bus era «histérico», mientras que Vebber lo llamó «brillante en concepto», aunque aburrido. Bob Strauss de Vebber y Entertainment Weekly encontró poco valor de rejugabilidad en la compilación, mientras que el crítico de Mean Machines Sega la calificó como una «idea de mierda» que debería evitarse.

## Legado
Aunque Penn & Teller's Smoke and Mirrors nunca se publicó oficialmente, Meston redescubrió su copia de prensa en diciembre de 2000. Pronto entró en contacto con Michael Thomasson de Good Deal Games, que había lanzado varios juegos en CD de Sega previamente cancelados. Thomasson no tuvo éxito en múltiples intentos de negociar un acuerdo de publicación con Penn & Teller y los abogados que administran los activos de Absolute Entertainment, y Penn & Teller posteriormente abandonó las conversaciones, citando que tenían otro videojuego en desarrollo. Thomasson había renunciado a su intento de lanzar el juego a mediados de 2005. En septiembre de ese año, el archivero de videojuegos Frank Cifaldi obtuvo una copia de seguridad de una copia de revisión y publicó una reseña en los foros de Something Awful, y finalmente agregó un archivo torrent para distribuirla. Después de que este torrent dejó de existir, el sitio web Waxy proporcionó una nueva descarga a principios de 2006.

### Desert Bus for Hope
Morgan VanHumbeck, miembro del grupo de comedia LoadingReadyRun, conoció Penn & Teller's Smoke and Mirrors a través de Waxy en 2006. Paul Saunders, el cofundador del grupo, quería que LoadingReadyRun usara Desert Bus como parte de un boceto, mientras que otro miembro, James Turner, buscaba usar su presencia en línea para recaudar dinero para la organización benéfica Child's Play. Estas ideas se combinaron en una transmisión en vivo de un maratón de juegos de Desert Bus realizado en beneficio de la organización benéfica. El evento, llamado Desert Bus for Hope, se llevó a cabo en noviembre de 2007. Cuatro jugadores rotativos manejaron el autobús durante 108 horas y, durante un intento, anotaron un récord de cinco puntos antes de estrellarse. El evento recaudó US$22,805 en donaciones, incluidos US$500 de cada uno de Penn & Teller. Posteriormente, Desert Bus for Hope se convirtió en un evento anual y recaudó un total de US$3 millones para 2015 y US$6 millones para 2019. Al evento se le atribuye la preservación del legado del juego. En 2013 se lanzó una versión francesa, Desert Bus de l'Espoir.

### Nuevas versiones deDesert Bus
Durante el quinto evento Desert Bus for Hope en noviembre de 2011, Amateur Pixels lanzó versiones para Android e iOS de Desert Bus por US$0,99, y todas las ganancias también se destinaron a organizaciones benéficas. Shiny Shoe recreó Desert Bus en realidad virtual (VR) como Desert Bus VR, lanzado de forma gratuita para el casco Oculus Rift en noviembre de 2014. Existe una versión casera gratuita de Desert Bus para Wii, mientras que se lanzaron versiones comerciales para las consolas Atari 2600 e Intellivision, descontinuadas hace mucho tiempo, en 2013 y 2016, respectivamente. Otro remake gratuito de realidad virtual, también llamado Desert Bus VR, fue desarrollado por Dinosaur Games y publicado en noviembre de 2017 por Gearbox Software a través de Steam para Oculus Rift y HTC Vive. En 2019, esta versión fue calificada por PEGI para PlayStation 4, lo que indica un lanzamiento futuro para la plataforma. El modo de juego «Desert Limo» del juego Roundabout de 2014 y el mapa creado por el usuario de 2018 «Revenant Bus» para Doom II rinden homenaje a Desert Bus.